# Ettore Bernabei
Ettore Bernabei (Firenze, 16 maggio 1921 – Monte Argentario, 13 agosto 2016) è stato un giornalista, dirigente d'azienda e produttore televisivo italiano.

## Biografia
Si laureò in Lettere moderne presso l'Università di Firenze. Iniziò l'attività giornalistica nel 1944 ne La Nazione del popolo, organo del Comitato toscano di Liberazione nazionale. Nel 1946 divenne testata indipendente; dopo le elezioni amministrative di novembre divenne il quotidiano del partito di minoranza, la Democrazia cristiana. Nel 1947 cambiò nome ne Il Mattino dell'Italia centrale; Bernabei salì alla direzione nel 1951. Vicino ad Amintore Fanfani, nel 1956 fu chiamato a dirigere Il Popolo, organo di stampa della Democrazia Cristiana, e si trasferì a Roma.
Dal 1961 al 1974 fu direttore generale della RAI, allora unica emittente televisiva e radiofonica in Italia. In quegli anni la RAI produsse e trasmise programmi come TV7 e sceneggiati tratti da grandi opere letterarie come l'Odissea, i romanzi di Tolstoj, di Alessandro Manzoni, di A. J. Cronin. Furono realizzate serie tv come: Atti degli apostoli per la regia di Roberto Rossellini; il Mosè; Gesù di Nazareth diretti da Franco Zeffirelli.
Nel 1974 - dopo aver lasciato, il 18 settembre, la direzione generale della RAI - Bernabei fu chiamato a dirigere la società Italstat, una finanziaria a partecipazione statale specializzata nella progettazione e costruzione di grandi infrastrutture ed opere di ingegneria civile. In quell'anno l'Italstat aveva un capitale sociale di 100 miliardi di lire ed un fatturato annuo di 450 miliardi di lire. Quando, nel 1991, Bernabei ne lasciò la presidenza, l'Italstat aveva un capitale sociale di 1.500 miliardi di lire ed un fatturato annuo di 6.000 miliardi di lire.
Nel 1992 fondò a Roma la società di produzione televisiva Lux Vide, di cui fu il primo presidente. La Lux Vide - che si propone di produrre programmi di fiction televisiva, destinati all'ascolto di famiglie - ha realizzato, in coproduzione europea,  programmi sceneggiati trasmessi da network in Italia, Germania, Francia e Stati Uniti. Il progetto più impegnativo realizzato dalla Lux è Le storie della Bibbia, la serie televisiva di ventuno film tratti dall'Antico e dal Nuovo Testamento, trasmessi dalla RAI in Italia, e in altri 143 paesi grazie alla collaborazione del produttore tunisino Tarak Ben Ammar che ha consentito le riprese nel suo paese.
Concepì l'idea di un ciclo di venti film internazionali sulla Bibbia scrivendo e producendo insieme a cristiani, ebrei e musulmani. L'Oscar della televisione a Hollywood arrivò col film su Giuseppe.
I suoi novant'anni sono stati celebrati con una sua lectio magistralis presso la Pontificia Università Lateranense il 16 maggio 2011 e da una puntata di La Storia siamo noi trasmessa il 18.
Con Sergio Lepri ha pubblicato nel 2014 il libro (Edizioni ERI) "Permesso, scusi, grazie. Dialogo tra un cattolico fervente ed un laico impenitente", che ricostruisce la storia dell'Italia dagli anni 20 al XXI secolo, attraverso le esperienze personali degli autori, amici e colleghi fino dagli anni 30.
Pochi giorni dopo la morte, il ricordo del genero Giovanni Minoli:
(G. Minoli, Bernabei, Fanfani, Moro e quell’idea della Bibbia, il Sole 24 Ore, 17 agosto 2016)
Ebbe lunghi scambi epistolari con Giorgio La Pira, di cui fu allievo, e con Enrico Mattei, fondatore dell'Eni.

## Vita privata
Bernabei conobbe la futura moglie Elisa Gallucci a Firenze nel 1940, e si sposarono nel 1946. Ha avuto otto figli: Marco (1947, psicologo infantile), Roberto (1952, sposato con l'attrice Sydne Rome), geriatra e medico personale di Papa Francesco, Matilde, 1953 (moglie del giornalista Giovanni Minoli), che gli è succeduta alla presidenza di Lux Vide ed è stata in passato assistente di Mario Schimberni (ex amministratore delegato delle Ferrovie dello Stato), Laura (1955, stilista, moglie dello stilista francese Emanuel Ungaro), Andrea (1956, responsabile delle relazioni istituzionali della società A2A), Paola (1960, giornalista, deceduta nel gennaio 2007 all'età di 46 anni per tumore), Giovanni (1961, dirigente Autogrill) e Luca (1964, produttore cinematografico).
Bernabei era un soprannumerario dell'Opus Dei.
La cerimonia funebre fu concelebrata nella Basilica di Sant'Eugenio da quattro sacerdoti (Mariano Fazio, Nicola Zenoni, Carlos Nannei e mons. Marco Frisina), una messa cantata dal Coro di San Giovanni in Laterano a eseguire lo Shemà Israel. Fu sepolto a Castel Madama, alle porte di Roma.

## Intitolazioni

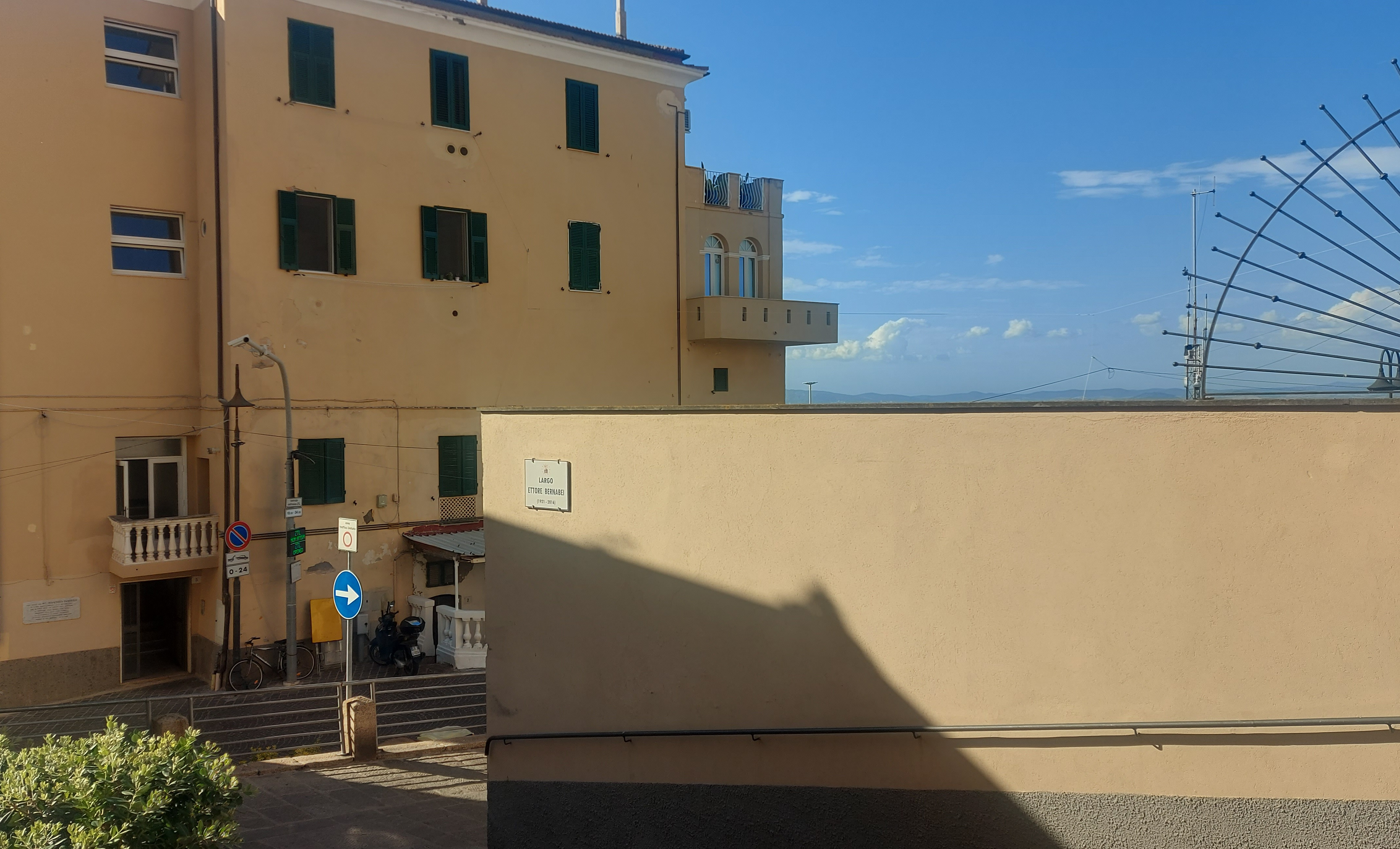
La piazza della chiesa di Porto Santo Stefano intitolata a Ettore Bernabei.

Ettore Bernabei era molto legato all'Argentario, in modo particolare a Porto Santo Stefano. Dopo la sua morte l'amministrazione comunale ha reso omaggio all'ex direttore della RAI intitolando a suo nome la piazza della chiesa che ha assunto la denominazione di Largo Ettore Bernabei.

## Premi
- Premio Internazionale Medaglia d'Oro al merito della Cultura Cattolica, 2006
- Premio Laurentum per la carriera, 2011[13]

## Opere
Interviste
- L'uomo di fiducia. I retroscena del potere raccontati da un testimone rimasto dietro le quinte per cinquant'anni, Roma, Edizioni Mondadori, 1999. ISBN 88-04-42852-X
- TV qualità, terra promessa, Roma, Edizioni RAI-ERI, 2003. ISBN 88-3971-260-7 .
- L'Italia del «miracolo» e del futuro. In una intervista di Pippo Corigliano, Roma, Edizione Cantagalli, 2012. ISBN 88-8272-762-9.